# Cupa Mitropa

Trofeul Cupei Mitropa

Cupa Mitropa, numită oficial  La Coupe de l'Europe Centrale (Cupa Europei Centrale), a fost prima competiție fotbalistică europeană intercluburi. După cel de-al Doilea Război Mondial, începând cu 1951, competiția s-a numit Zentropa Cup.

## Context
În anul 1897, cofondatorul clubului Vienna Cricket and Football Club, John Gramlick Sr, pune bazele unei competiții fotbalistice numită Cupa Challenge, în cadrul căreia participau doar cluburile din granițele Imperiului Austro-Ungar, cu precădere din marile orașe: Viena, Budapesta, Praga. Cu toate că în această competiție participau echipe din trei federații de fotbal, ea nu avea caracter internațional, fiind considerată un campionat al Imperiului.

## Ideea unei noi competiții
În urma prăbușirii Imperiului dualist Austro-Ungaria, au apărut noi state naționale: Austria, Ungaria, Cehoslovacia, Iugoslavia. Aceste state și-au creat ligi profesioniste de fotbal, fiind cele dintâi de pe continentul european (Austria: 1924, Ungaria: 1925, Cehoslovacia: 1926). Șeful Federației Austriece de Fotbal (ÖFB — Österreichischer Fußball-Bund), Hugo Meisl, a avut ideea de a fonda o competiție europeană, iar decizia a fost luată pe 16-17 iulie 1927 în cadrul unei întruniri la Veneția.
Oficial, turneul s-a numit La Coupe de l'Europe Centrale (Cupa Europei Centrale), dar a fost cunoscut publicului larg ca Mitropapokal (germană), Mitropa Cup (engleză) sau Cupa Mitropa.

## Istoric

### Perioada interbelică

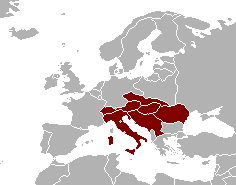
Națiunile participante în Cupa Mitropa (Perioada Interbelică)

Inițial Hugo Meisl dorea ca pe lângă echipele din Austria, Cehoslovacia și Ungaria să participe și echipe din Germania, însă demersul său a fost împiedicat de două cauze : vecinii germanii nu aveau o ligă națională, iar final campionatului german se desfășura în același timp cu turneul Cupa Mitropa. Prin urmare Heisl este nevoit să accepte în competiție cluburi din Iugoslavia, în dauna celor italiene care nu aveau o ligă națională și nu aveau prestigiul Echipei Naționale a Italiei - "Squadra Azzura".
Țările implicate puteau trimite fie  Campioana (câștigătoarea campionatului)  și Vice-campioana țării, fie Campioana țării și Câștigătoarea Cupei.
În 1927 a avut loc Cupa Mitropa prima ediție a turneului fotbalistic la care au participat câte două echipe din următoarele state: Austria, Ungaria, Cehoslovacia și Iugoslavia. Primele meciuri ale Cupei Mitropa s-au desfășurat pe 14 august.
Se juca în sistem eliminatoriu, cu tur și retur, iar câștigătoarea s-a decis pe 13 noiembrie 1927 ca fiind AC Sparta Praga, câștigând cu 7-4 scor total în fața lui SK Rapid Viena.
Ca urmare a performanțelor slabe ale cluburilor iugoslave și fondarea Seriei A în Italia, echipele iugoslave au fost înlocuite de către cluburile italiene  în Ediția a III-a. Creșterea numărului de sud-americani cu cluburile italiene a condus la o îmbunătățire considerabilă în standardul lor de joc și a reprezentat un punct de atracție în celelalte țări participante.
În Ediția a VIII-a, 1934 s-a decis ca cele patru națiuni să participe la turneu cu câte 4 echipe astfel competiția începe cu optimi de finală. Cupa Mitropa avea să devină un fenomen internațional, multe țări din Europa dorind să participe.
În ceea ce privește extinderea competiției, comitetul care se ocupa de organizarea  Cupei Mitropa, privea cu o oarecare reticență, deoarece nu dorea ca prestigiul competiției să fie afectat sau fanii să își piardă interesul pentru primele etape. 
Italienii și cehiii erau în favoarea extinderii dorind să accepte participare cluburilor din România și Iugoslavia, oficialii austieci și maghiari s-au opus ideii.
Și totuși  în Ediția a X-a, 1936 se ajunge la un compromis prin acceptarea echipelor din Elveția. Însă echipele din Elveția aveau o serie de condiții. 
Cele mai bune 4 cluburi elevețiene trebuiau să joace un meci preliminar de calificare cu echipele aflate pe locul 4 în Campionatele Italiei, Ungariei, Austriei și Cehoslovaciei. De altfel s-a decis ca 40% din veniturile de la fiecare meci (minim 3000 de franci elvețieni) să meargă la echipa oaspete. Printre condiții mai figurau: să aibă o zi fixă pentru meciuri, terenuri de iarbă și garduri de sârmă pentru spectatori.
În urma diputării meciurilor din runda preliminară toate echipele din Elveția au fost eliminate.
În Ediția a XI-a, 1937 Cupa Mitropa se extinde cu adevărat, praticipând 7 națiuni: Italia, Austria, Ungaria, Cehoslovacia (cu câte trei echpe), Elveția (2 echipe), România și Iugoslavia (câte o echipă,repezentate de campioana țării).
Heisl a dorit să aducă și cluburi din Spania, însă demersul său a fost împiedicat de Războiul Civil Spaniol (1936 - 1939).
În Ediția a XII-a, 1938, apar probleme în competiție din cauze politice. Invazia germană și anexarea teritoriului austriac în Regatul German "Deutsche Reich", a împiedicat cluburile austriece să mai participe în Cupa Mitropa. Comitetul de organizare a stabilit cele trei națiuni Italia, Ungaria și Cehoslovacia să participe cu câte 3 echipe, iar România și Iugoslavia cu câte două echipe.
Ediția a XIII-a a Cupei Mitropa din 1939 avea să înceapă startul numai cu 8 echipe: câte două din Italia, Ungaria, Cehoslovacia și câte o echipă din România și Iugoslavia. competiția a început cu sferturile de finală.
Ediția a XIV-a, 1940, (ultima înainte de război), aliniază la start ca și în anul precedent 8 echipe, cu deosebirea echipele cehoslovace și italiene nu mai participă din cauza războiului. Au participat câte trei echipe din Iugoslavia și Ungaria, și două din România.
Din păcate turneul va fi abandonat chiar înainte de finala dintre Rapid București și Ferencvaros Budapesta.

### Perioada Postbelică

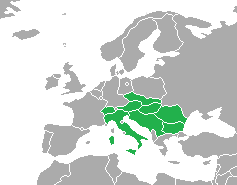
Naţiunile participante în Cupa Mitropa (Perioada Postbelică)

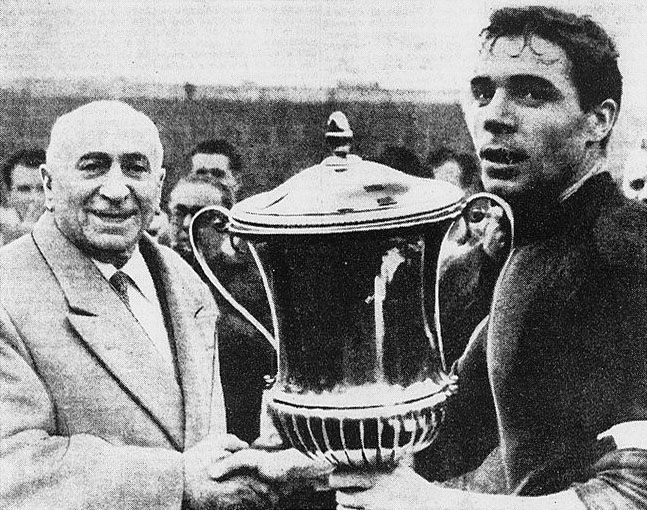
Președintele și căpitanul Bologna, Renato Dall'Ara (stânga) și Mirko Pavinato (dreapta), cu trofeul sezonului 1961.

După încheierea celui de-al Doilea Război Mondial, evenimentul, numit definitiv Cupa Mitropa, a fost reînviat prin invitație în 1955. În această perioadă au avut loc și două ediții neoficiale: cea din 1951 numită Cupa Zentropa, și cea din 1958, care a luat numele de Cupa Dunării. Cupa a fost deschisă cluburilor din Austria, Cehoslovacia, Iugoslavia, Ungaria și Italia, în timp ce la ediția din 1958 au participat și echipe din România și Bulgaria. Din 1966 modelul organizatoric al cupelor europene prin invitarea echipelor mijlocii excluse din aceasta din urmă.
Pierzându-și treptat din importanță în fața celorlalte competiții continentale, din 1979 Mitropa a fost modificată și transformată, până la ultima ediție din 1992, într-o cupă pentru cluburile câștigătoare ale campionatelor respective de nivel doi: în această ultimă versiune, victoriile celor de la celebrele Milano și Torino. În 1989, cu totul excepțional, s-a organizat și Supercupa Mitropa, meci între Pisa (câștigătorul ediției din 1988) și Baník Ostrava (câștigătorul ediției din 1989).

## Finalele Cupei Mitropa
| Ediția  | Finalele Cupei Mitropa | Finalele Cupei Mitropa | Finalele Cupei Mitropa | Finalele Cupei Mitropa      | Finalele Cupei Mitropa |
| Ediția  | Țara                   | Câștigătoare           | Resultate              | Finaliste                   | Țara                   |
| ------- | ---------------------- | ---------------------- | ---------------------- | --------------------------- | ---------------------- |
| 1927    | Cehoslovacia           | AC Sparta Praga        | 6–2                    | Rapid Viena                 | Austria                |
| 1927    | Cehoslovacia           | AC Sparta Praga        | 1–2                    | Rapid Viena                 | Austria                |
| 1928    | Ungaria                | Ferencváros            | 7–1                    | Rapid Viena                 | Austria                |
| 1928    | Ungaria                | Ferencváros            | 3–5                    | Rapid Viena                 | Austria                |
| 1929    | Ungaria                | Újpest                 | 5–1                    | AC Sparta Praga             | Cehoslovacia           |
| 1929    | Ungaria                | Újpest                 | 2–2                    | AC Sparta Praga             | Cehoslovacia           |
| 1930    | Austria                | Rapid Viena            | 2–0                    | AC Sparta Praga             | Cehoslovacia           |
| 1930    | Austria                | Rapid Viena            | 2–3                    | AC Sparta Praga             | Cehoslovacia           |
| 1931    | Austria                | First Vienna           | 3–2                    | Wiener AC                   | Austria                |
| 1931    | Austria                | First Vienna           | 2–1                    | Wiener AC                   | Austria                |
| 1932    | Italia                 | Bologna                | N/A                    | Nu s-a disputat             | Nu s-a disputat        |
| 1933    | Austria                | Austria Viena          | 1–2                    | Ambrosiana-Inter            | Italia                 |
| 1933    | Austria                | Austria Viena          | 3–1                    | Ambrosiana-Inter            | Italia                 |
| 1934    | Italia                 | Bologna                | 2–3                    | Admira Viena                | Austria                |
| 1934    | Italia                 | Bologna                | 5–1                    | Admira Viena                | Austria                |
| 1935    | Cehoslovacia           | AC Sparta Praga        | 1–2                    | Ferencváros                 | Ungaria                |
| 1935    | Cehoslovacia           | AC Sparta Praga        | 3–0                    | Ferencváros                 | Ungaria                |
| 1936    | Austria                | Austria Viena          | 0–0                    | AC Sparta Praga             | Cehoslovacia           |
| 1936    | Austria                | Austria Viena          | 1–0                    | AC Sparta Praga             | Cehoslovacia           |
| 1937    | Ungaria                | Ferencváros            | 4–2                    | Lazio                       | Italia                 |
| 1937    | Ungaria                | Ferencváros            | 5–4                    | Lazio                       | Italia                 |
| 1938    | Cehoslovacia           | Slavia Praga           | 2–2                    | Ferencváros                 | Ungaria                |
| 1938    | Cehoslovacia           | Slavia Praga           | 2–0                    | Ferencváros                 | Ungaria                |
| 1939    | Ungaria                | Újpest                 | 4–1                    | Ferencváros                 | Ungaria                |
| 1939    | Ungaria                | Újpest                 | 2–2                    | Ferencváros                 | Ungaria                |
| 1940    | None                   | None                   | N/A                    | Rapid București Ferencváros | România · Ungaria      |
| 1941–50 | Nu s-a disputat        | Nu s-a disputat        | Nu s-a disputat        | Nu s-a disputat             | Nu s-a disputat        |
| 1951    | Austria                | Rapid Viena            | 3–2                    | Admira Viena                | Austria                |
| 1952–54 | Nu s-a disputat        | Nu s-a disputat        | Nu s-a disputat        | Nu s-a disputat             | Nu s-a disputat        |
| 1955    | Ungaria                | Vörös Lobogó           | 6–0                    | ÚDA Praga                   | Cehoslovacia           |
| 1955    | Ungaria                | Vörös Lobogó           | 2–1                    | ÚDA Praga                   | Cehoslovacia           |
| 1956    | Ungaria                | Vasas                  | 3–3                    | Rapid Viena                 | Austria                |
| 1956    | Ungaria                | Vasas                  | 1–1                    | Rapid Viena                 | Austria                |
| 1956    | Ungaria                | Vasas                  | 9–2                    | Rapid Viena                 | Austria                |
| 1957    | Ungaria                | Vasas                  | 4–0                    | Vojvodina                   | Iugoslavia             |
| 1957    | Ungaria                | Vasas                  | 1–2                    | Vojvodina                   | Iugoslavia             |
| 1958    | Iugoslavia             | Steaua Roșie Belgrad   | 4–1                    | Rudá Hvězda Brno            | Cehoslovacia           |
| 1958    | Iugoslavia             | Steaua Roșie Belgrad   | 3–2                    | Rudá Hvězda Brno            | Cehoslovacia           |
| 1959    | Ungaria                | Honvéd                 | 4–3                    | MTK                         | Ungaria                |
| 1959    | Ungaria                | Honvéd                 | 2–2                    | MTK                         | Ungaria                |
| 1960    | Nu s-a disputat        | Nu s-a disputat        | Nu s-a disputat        | Nu s-a disputat             | Nu s-a disputat        |
| 1961    | Italia                 | Bologna                | 2–2                    | Slovan Nitra                | Cehoslovacia           |
| 1961    | Italia                 | Bologna                | 3–0                    | Slovan Nitra                | Cehoslovacia           |
| 1962    | Ungaria                | Vasas                  | 5–1                    | Bologna                     | Italia                 |
| 1962    | Ungaria                | Vasas                  | 1–2                    | Bologna                     | Italia                 |
| 1963    | Ungaria                | MTK Budapest           | 2–1                    | Vasas                       | Ungaria                |
| 1963    | Ungaria                | MTK Budapest           | 1–1                    | Vasas                       | Ungaria                |
| 1964    | Cehoslovacia           | AC Sparta Praga        | 0–0                    | Slovan Bratislava           | Cehoslovacia           |
| 1964    | Cehoslovacia           | AC Sparta Praga        | 2–0                    | Slovan Bratislava           | Cehoslovacia           |
| 1965    | Ungaria                | Vasas                  | 1–0                    | Fiorentina                  | Italia                 |
| 1966    | Italia                 | Fiorentina             | 1–0                    | Jednota Trenčín             | Cehoslovacia           |
| 1966–67 | Cehoslovacia           | Spartak Trnava         | 2–3                    | Újpesti Dózsa               | Ungaria                |
| 1966–67 | Cehoslovacia           | Spartak Trnava         | 3–1                    | Újpesti Dózsa               | Ungaria                |
| 1967–68 | Iugoslavia             | Steaua Roșie Belgrad   | 0–1                    | Spartak Trnava              | Cehoslovacia           |
| 1967–68 | Iugoslavia             | Steaua Roșie Belgrad   | 4–1                    | Spartak Trnava              | Cehoslovacia           |
| 1968–69 | Cehoslovacia           | Inter Bratislava       | 4–1                    | Sklo Union Teplice          | Cehoslovacia           |
| 1968–69 | Cehoslovacia           | Inter Bratislava       | 0–0                    | Sklo Union Teplice          | Cehoslovacia           |
| 1969–70 | Ungaria                | Vasas                  | 1–2                    | Inter Bratislava            | Cehoslovacia           |
| 1969–70 | Ungaria                | Vasas                  | 4–1                    | Inter Bratislava            | Cehoslovacia           |
| 1970–71 | Iugoslavia             | Čelik Zenica           | 3–1                    | Austria Salzburg            | Austria                |
| 1971–72 | Iugoslavia             | Čelik Zenica           | 0–0                    | Fiorentina                  | Italia                 |
| 1971–72 | Iugoslavia             | Čelik Zenica           | 1–0                    | Fiorentina                  | Italia                 |
| 1972–73 | Ungaria                | Tatabányai Bányász     | 2–1                    | Čelik Zenica                | Iugoslavia             |
| 1972–73 | Ungaria                | Tatabányai Bányász     | 2–1                    | Čelik Zenica                | Iugoslavia             |
| 1973–74 | Ungaria                | Tatabányai Bányász     | 3–2                    | ZVL Zilina                  | Cehoslovacia           |
| 1973–74 | Ungaria                | Tatabányai Bányász     | 2–0                    | ZVL Zilina                  | Cehoslovacia           |
| 1974–75 | Austria                | Wacker Innsbruck       | 3–1                    | Honvéd                      | Ungaria                |
| 1974–75 | Austria                | Wacker Innsbruck       | 2–1                    | Honvéd                      | Ungaria                |
| 1975–76 | Austria                | Wacker Innsbruck       | 3–1                    | Velež Mostar                | Iugoslavia             |
| 1975–76 | Austria                | Wacker Innsbruck       | 3–1                    | Velež Mostar                | Iugoslavia             |
| 1976–77 | Iugoslavia             | Vojvodina              | RR                     | Vasas                       | Ungaria                |
| 1977–78 | Iugoslavia             | Partizan               | 1–0                    | Honvéd                      | Ungaria                |
| 1978–79 | Nu s-a disputat        | Nu s-a disputat        | Nu s-a disputat        | Nu s-a disputat             | Nu s-a disputat        |
| 1979–80 | Italia                 | Udinese                | RR                     | Čelik Zenica                | Iugoslavia             |
| 1980–81 | Cehoslovacia           | Tatran Prešov          | RR                     | Csepel SC                   | Ungaria                |
| 1981–82 | Italia                 | Milan                  | RR                     | TJ Vítkovice                | Cehoslovacia           |
| 1982–83 | Ungaria                | Vasas                  | RR                     | ZVL Zilina                  | Cehoslovacia           |
| 1983–84 | Austria                | SC Eisenstadt          | RR                     | Prishtina                   | Iugoslavia             |
| 1984–85 | Iugoslavia             | Iskra Bugojno          | RR                     | Atalanta                    | Italia                 |
| 1985–86 | Italia                 | Pisa                   | 2–0                    | Debrecen                    | Ungaria                |
| 1986–87 | Italia                 | Ascoli                 | 1–0                    | Bohemians Prague            | Cehoslovacia           |
| 1987–88 | Italia                 | Pisa                   | 3–0                    | Váci Izzó                   | Ungaria                |
| 1988–89 | Cehoslovacia           | Baník Ostrava          | 2–1                    | Bologna                     | Italia                 |
| 1988–89 | Cehoslovacia           | Baník Ostrava          | 2–1                    | Bologna                     | Italia                 |
| 1990    | Italia                 | Bari                   | 1–0                    | Genoa                       | Italia                 |
| 1991    | Italia                 | Torino                 | 2–1 (a.e.t)            | Pisa                        | Italia                 |
| 1992    | Iugoslavia             | Borac Banja Luka       | 1–1 (a.e.t) 5–3 (p)    | BVSC                        | Ungaria                |

## Campioanele Europei Centrale
| Club                 | Câștigătoare | Finaliste | Anii câștigători                   | Anii ca finaliste      |
| -------------------- | ------------ | --------- | ---------------------------------- | ---------------------- |
| Vasas                | 6            | 2         | 1956, 1957, 1962, 1965, 1970, 1983 | 1963, 1977             |
| Bologna              | 3            | 2         | 1932, 1934, 1961                   | 1962, 1989             |
| Sparta Praga         | 3            | 2         | 1927, 1935, 1964                   | 1930, 1936             |
| Ferencváros          | 2            | 4         | 1928, 1937                         | 1935, 1938, 1939, 1940 |
| Rapid Wien           | 2            | 3         | 1930, 1951                         | 1927, 1928, 1956       |
| Čelik Zenica         | 2            | 2         | 1971, 1972                         | 1973, 1980             |
| MTK Budapest         | 2            | 1         | 1955, 1963                         | 1959                   |
| Újpest               | 2            | 1         | 1929, 1939                         | 1967                   |
| Pisa                 | 2            | 1         | 1986, 1988                         | 1991                   |
| Steaua Roșie Belgrad | 2            | –         | 1958, 1968                         | –                      |
| Austria Wien         | 2            | –         | 1933, 1936                         | –                      |
| Wacker Innsbruck     | 2            | –         | 1975, 1976                         | –                      |
| Tatabányai Bányász   | 2            | –         | 1973, 1974                         | –                      |
| Budapest Honvéd      | 1            | 2         | 1959                               | 1975, 1978             |
| Fiorentina           | 1            | 2         | 1966                               | 1965, 1972             |
| Spartak Trnava       | 1            | 2         | 1967                               | 1958, 1968             |
| Inter Bratislava     | 1            | 1         | 1969                               | 1970                   |
| Slavia Prague        | 1            | 1         | 1938                               | 1929                   |
| Vojvodina            | 1            | 1         | 1977                               | 1957                   |
| Borac Banja Luka     | 1            | –         | 1992                               | –                      |
| Iskra Bugojno        | 1            | –         | 1985                               | –                      |
| Partizan             | 1            | –         | 1978                               | –                      |
| Milan                | 1            | –         | 1982                               | –                      |
| Torino               | 1            | –         | 1991                               | –                      |
| Udinese              | 1            | –         | 1980                               | –                      |
| Ascoli               | 1            | –         | 1987                               | –                      |
| Bari                 | 1            | –         | 1990                               | –                      |
| SC Eisenstadt        | 1            | –         | 1984                               | –                      |
| First Vienna         | 1            | –         | 1931                               | –                      |
| Baník Ostrava        | 1            | –         | 1989                               | –                      |
| Tatran Prešov        | 1            | –         | 1981                               | –                      |
| ZVL Zilina           | –            | 2         | –                                  | 1974, 1983             |
| SK Admira Wien       | –            | 2         | –                                  | 1934, 1951             |
| Wiener AC            | –            | 1         | –                                  | 1931                   |
| Austria Salzburg     | –            | 1         | –                                  | 1971                   |
| Ambrosiana Inter     | –            | 1         | –                                  | 1933                   |
| Lazio                | –            | 1         | –                                  | 1937                   |
| Atalanta             | –            | 1         | –                                  | 1985                   |
| Genoa                | –            | 1         | –                                  | 1990                   |
| ÚDA Prague           | –            | 1         | –                                  | 1955                   |
| Slovan Nitra         | –            | 1         | –                                  | 1961                   |
| Slovan Bratislava    | –            | 1         | –                                  | 1964                   |
| Jednota Trenčín      | –            | 1         | –                                  | 1966                   |
| Sklo Union Teplice   | –            | 1         | –                                  | 1969                   |
| TJ Vítkovice         | –            | 1         | –                                  | 1982                   |
| Bohemians Prague     | –            | 1         | –                                  | 1987                   |
| Velež Mostar         | –            | 1         | –                                  | 1976                   |
| Prishtina            | –            | 1         | –                                  | 1984                   |
| Csepel SC            | –            | 1         | –                                  | 1981                   |
| Debreceni MVSC       | –            | 1         | –                                  | 1986                   |
| Váci Izzó            | –            | 1         | –                                  | 1988                   |
| BVSC                 | –            | 1         | –                                  | 1992                   |
| Rapid București      | –            | 1         | –                                  | 1940                   |

## Titluri pe țări
| Țara         | Titluri |
| ------------ | ------- |
| Ungaria      | 16      |
| Italia       | 11      |
| Cehoslovacia | 8       |
| Austria      | 7       |
| Yugoslavia   | 7       |

## Golgheteri (1927–1940)
| Locul | Fotbalist         | Club                                         | Goluri |
| ----- | ----------------- | -------------------------------------------- | ------ |
| 1     | György Sárosi     | Ferencvaros TC Budapesta                     | 49     |
| 2     | Giuseppe Meazza   | Ambrosiana Inter                             | 29     |
| 2     | Géza Toldi        | Ferencvaros TC Budapesta                     | 29     |
| 4     | Gyula Zsengellér  | Ujpest TE Budapesta                          | 24     |
| 4     | Matthias Sindelar | FK Austria Viena                             | 24     |
| 6     | Oldřich Nejedlý   | AC Sparta Praga                              | 21     |
| 7     | Raymond Braine    | AC Sparta Praga                              | 19     |
| 7     | Ștefan Auer       | Ujpest TE Budapesta FC Rapid București       | 19     |
| 9     | Franz Weselik     | SK Rapid Viena                               | 16     |
| 10    | / Josef Bican     | SK Rapid Viena WSC Admira Viena Slavia Praga | 15     |
| 10    | Ferdinand Wesely  | SK Rapid Viena                               | 15     |

## Cel mai bun marcator (1951–1992)

### Pe sezon[4]
| Sezon   | Jucător | Club                 | Goluri |
| ------- | --- | -------------------- | ------ |
| 1951    | Erich Probst | Rapid Wien           | 5      |
| 1955    | János Molnár | Vörös Lobogó         | 9      |
| 1955    | Nándor Hidegkuti | Vörös Lobogó         | 9      |
| 1956    | Lajos Csordás | Vasas                | 8      |
| 1957    | Johann Riegler | Rapid Wien           | 5      |
| 1957    | Dezső Bundzsák | Vasas                | 5      |
| 1959    | Lajos Tichy | Budapest Honvéd      | 9      |
| 1960    | Sulejman Rebac | Velez Mostar         | 4      |
| 1961    | Milan Dolinský | Red Star Bratislava  | 7      |
| 1961    | Viliam Hrnčár | Slovan Nitra         | 7      |
| 1962    | Harald Nielsen | Bologna              | 11     |
| 1963    | Ferenc Machos | Vasas                | 7      |
| 1964    | Václav Mašek | Sparta Praga         | 7      |
| 1965    | Lajos Puskás | Vasas                | 3      |
| 1966    | Friedrich Rafreider | Wiener Sport-Club    | 5      |
| 1966–67 | Antal Dunai | Újpest               | 9      |
| 1967–68 | Vojin Lazarević | Steaua Roșie Belgrad | 5      |
| 1968–69 | Pavel Stratil | Sklo Union Teplice   | 7      |
| 1969–70 | János Farkas | Vasas                | 6      |
| 1970–71 | Aloise Renich | Čelik Zenica         | 5      |
| 1971–72 | Luciano Chiarugi | Fiorentina           | 5      |
| 1972–73 | Aloise Renich (2) | Čelik Zenica         | 4      |
| 1973–74 | Mihai Kyomyuves | FC Tatabánya         | 6      |
| 1974–75 | Jaroslav Melichar | Sklo Union Teplice   | 3      |
| 1975–76 | Kurt Welzl | FC Wacker Innsbruck  | 6      |
| 1976–77 | hu⁠(István Kovács (footballer, born 1953))[Kovács (footballer, born 1953)&page=Kov%C3%A1cs+Istv%C3%A1n+%28labdar%C3%BAg%C3%B3%2C+1953%29&targettitle=hu traduceți] | Vasas                | 4      |
| 1977–78 | Momčilo Vukotić | Partizan             | 3      |
| 1979–80 | Nerio Ulivieri | Udinese              | 4      |
| 1980–81 | hu⁠(László Lazsányi)[Lazsányi&page=Lazs%C3%A1nyi+L%C3%A1szl%C3%B3&targettitle=hu traduceți]                                                                        | Csepel SC            | 3      |
| 1981–82 | Jiří Šourek | Vítkovice            | 3      |

## Traseul echipelor românești în Cupa Mitropa

### Sezonul 1937

#### Primul tur
| Echipa 1        | Scor gen. | Echipa 2 | Tur | Retur |
| --------------- | --------- | -------- | --- | ----- |
| Venus București | 5–10      | Újpest   | 4–6 | 1–4   |

### Sezonul 1938

#### Primul tur
| Echipa 1           | Scor gen. | Echipa 2        | Tur | Retur |
| ------------------ | --------- | --------------- | --- | ----- |
| Újpest             | 4–5       | Rapid București | 4–1 | 0–4   |
| Ripensia Timișoara | 4–3       | Milan           | 3–0 | 1–3   |

#### Sferturi de finală
| Echipa 1    | Scor gen. | Echipa 2           | Tur | Retur |
| ----------- | --------- | ------------------ | --- | ----- |
| Ferencváros | 9–5       | Ripensia Timișoara | 5–4 | 4–1   |
| Genoa       | 4–2       | Rapid București    | 3–0 | 1–2   |

### Sezonul 1939

#### Sferturi de finală
| Echipa 1        | Scor gen. | Echipa 2    | Tur | Retur |
| --------------- | --------- | ----------- | --- | ----- |
| Venus București | 1–5       | AGC Bologna | 1–0 | 0–5   |

### Sezonul 1940

#### Sferturi de finală
| Echipa 1      | Scor gen. | Echipa 2        | Tur | Retur |
| ------------- | --------- | --------------- | --- | ----- |
| Hungária MTK  | 1–5       | Rapid București | 1–2 | 0–3   |
| Beogradski SK | 4–0       | Venus București | 1–0 | 3–0   |

#### Semifinale
| Echipa 1  | Scor gen. | Echipa 2        | Tur | Retur |
| --------- | --------- | --------------- | --- | ----- |
| Građanski | 0–0a      | Rapid București | 0–0 | 0–0   |

- a Meci decis de play-off.

#### Play-off
| Echipa 1  | Scor | Echipa 2        |
| --------- | ---- | --------------- |
| Građanski | 1–1b | Rapid București |

- b Meci decis prin tragere la sorți.

### Participări
| Club            | Sezoane | Anii       |
| --------------- | ------- | ---------- |
| Venus București | 2       | 1937, 1939 |
| Rapid București | 2       | 1938, 1940 |
| Ripensia        | 1       | 1938       |